# Coaracy Nunes
Coaracy Gentil Monteiro Nunes (Alenquer, 2 de outubro de 1913 – Itaubal, 21 de janeiro de 1958) foi um advogado, funcionário público e político brasileiro, outrora deputado federal pelo Amapá.

## Dados biográficos
Filho de Joaquim Ascendino Monteiro Nunes e de Laurinda Gentil Monteiro Nunes. Ingressou na Faculdade de Direito de Belém transferindo-se para a Faculdade de Direito do Recife onde se graduou em 1935. Advogado e funcionário público, integrou o  Conselho Nacional de Previdência e o Instituto de Aposentadoria e Pensão dos Comerciários (IAPC), além de cursar a Escola Superior de Guerra. 
Após a criação do Território Federal do Amapá em 1943 trabalhou ao lado do irmão, o governador Janary Gentil Nunes. Com o fim do Estado Novo em 1945 e após a promulgação da Constituição de 1946 organizou o PSD amapaense e foi eleito deputado federal em 1947, 1950 e 1954.  não disputando um novo mandato por ter sido indicado governador, porém faleceu num acidente aéreo antes de assumir o cargo. Deixou viúva a Sra. Carmem da Rocha Nunes e filhos: Coaracy Filho, Claudio, Joaquim Ascendino, Iara, Moema, Maria da Graça e Sra. Carmenci Nunes Figueiredo.
Em sua homenagem, a Usina Hidrelétrica do Paredão foi nomeada Usina Hidrelétrica Coaracy Nunes.